# Рама, Эди
Э́ди Ра́ма (алб. Edi Rama, при рождении Эдвин Кристак Рама; род. 4 июля 1964, Тирана) — албанский общественный и политический деятель. Действующий председатель Совета министров Албании с 15 сентября 2013 года. C 2000 по 2011 год — мэр Тираны, с 2005 года — лидер Социалистической партии Албании.

## Биография
Будучи подростком, Эди играл в «Динамо», ведущей баскетбольной команде страны, и в Национальной сборной по баскетболу Албании. После краха коммунизма в Албании стал участвовать в первых демократических движениях.

### Образование и преподавательская деятельность
По образованию и профессии художник. В начале 1990-х занимал должность профессора в Академии искусств Албании. В 1995 году уехал на учёбу в Париж. В 1997 году во время посещения родины был сильно избит группой злоумышленников.
В качестве профессора Рама издал две книги. Его художественные работы были представлены на многочисленных выставках в стране и за границей.

### Политическая деятельность
В 1998 году Рама вернулся из Парижа в Албанию на похороны отца Кристака Рама, известного скульптора. Однако после этого во Францию Эди больше никогда не возвращался, так как премьер-министр Албании Фатос Нано предложил ему в своём правительстве должность министра культуры, молодёжи и спорта, которую Рама занимал до 2000 года. На тот момент он был беспартийным.

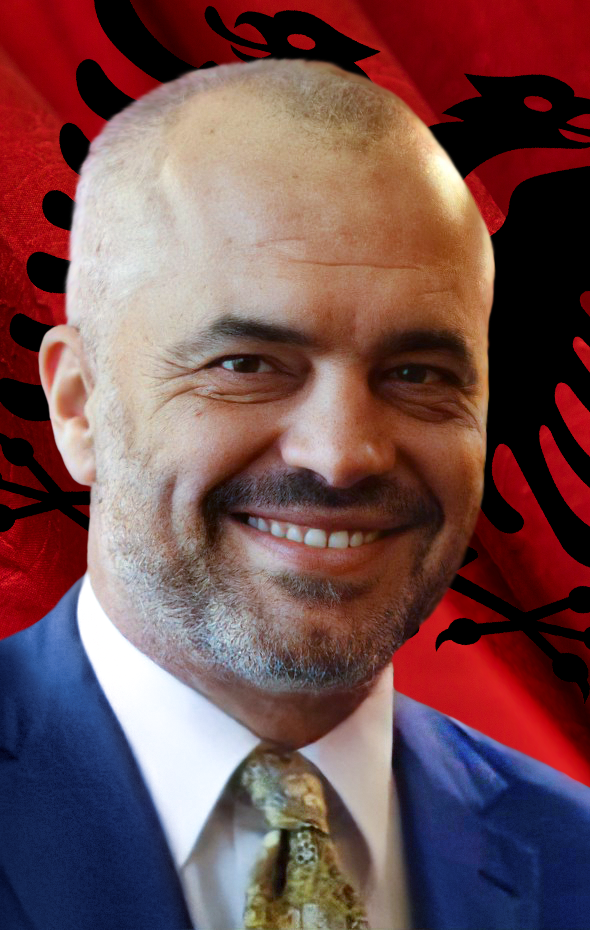
Рама в 2013 году.

В октябре 2000 года принимал участие на выборах мэра Тираны как независимый кандидат при поддержке Социалистической партии Албании. Рама выиграл выборы, получив 55 % голосов. 13 октября 2003 году был переизбран благодаря 61 % голосов. На выборах 18 февраля 2007 года он в третий раз одержал победу на должность мэра столицы.
На должности мэра Тираны отличился изменением вида и застройки города. Ликвидировал нелегальные постройки в пределах столицы, по его предложению были перекрашены фасады множества зданий в характерные, яркие и разные цвета. Разработал проект, который озеленил город и создал его новую инфраструктуру. В результате этого плана появилось почти 97 тысяч м² новых парков. За свою деятельность получил в 2004 году титул World Mayor 2004, а в 2005 году оказался в списке European Heroes 2005 журнала Time.
В октябре 2003 года Рама стал членом Социалистической партии Албании. 9 октября 2005 года, после поражения социалистов на парламентских выборах, заменил Фатоса Нано на должности главы партии. По итогам парламентских выборов 2013 года получил от президента Албании Буяра Нишани предложение сформировать однопартийное социалистическое правительство. Повторно сформировал кабинет по итогам выборов 2017 года. 

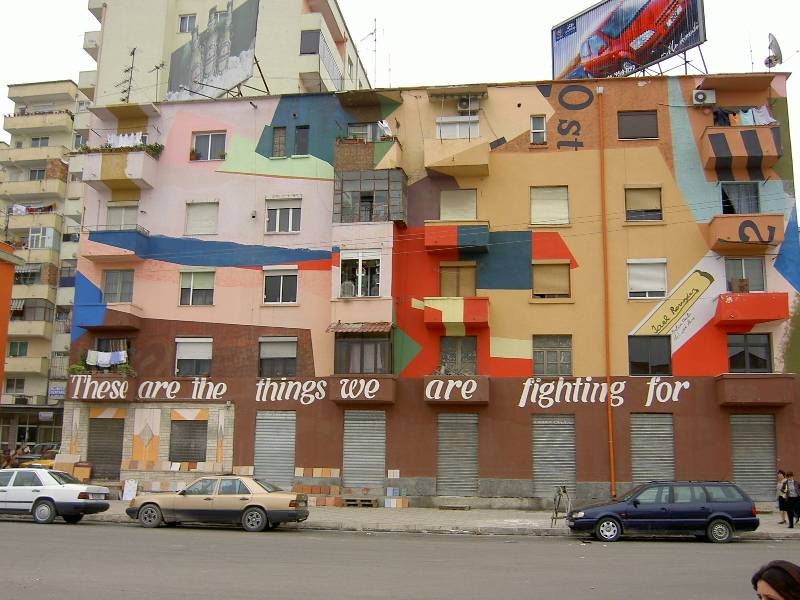
Здание в Тиране, раскрашенное в характерные цвета по инициативе Рамы.

С 23 января 2019 по 31 декабря 2020 года занимал должность министра иностранных дел Албании.
После победы социалистов на выборах 2021 года вновь возглавил правительство Албании.
В 2015 году Раме было присвоено звание почётного гражданина города Улцинь (Черногория).

## Награды
- Орден князя Ярослава Мудрого I степени ( Украина, 28 декабря 2023 года) — за весомый личный вклад в укрепление межгосударственного сотрудничества, поддержку государственного суверенитета и территориальной целостности Украины, популяризацию Украинского государства в мире[6][7].